# Břežská skála

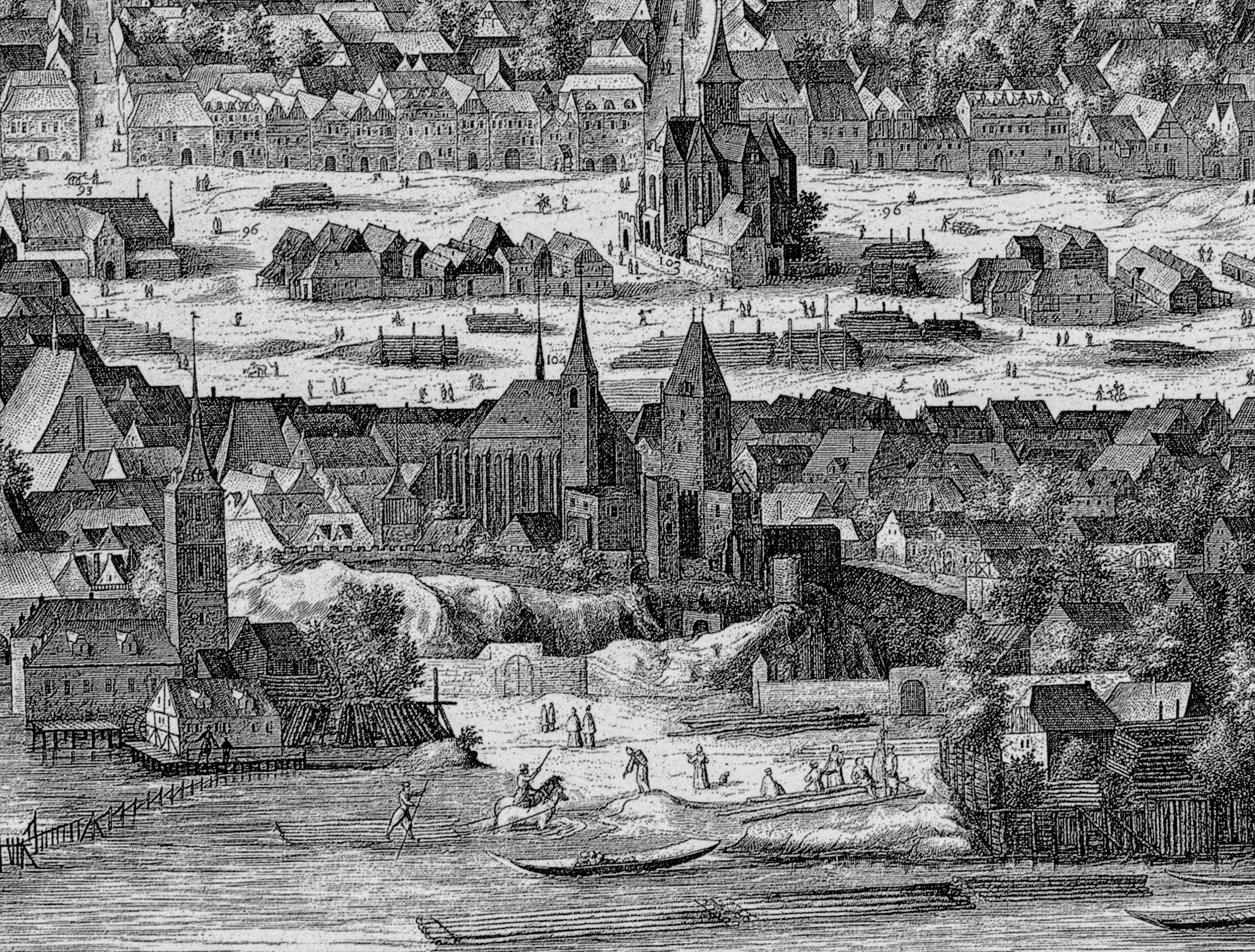
Břežská skála na Sadelerově prospektu z roku 1606

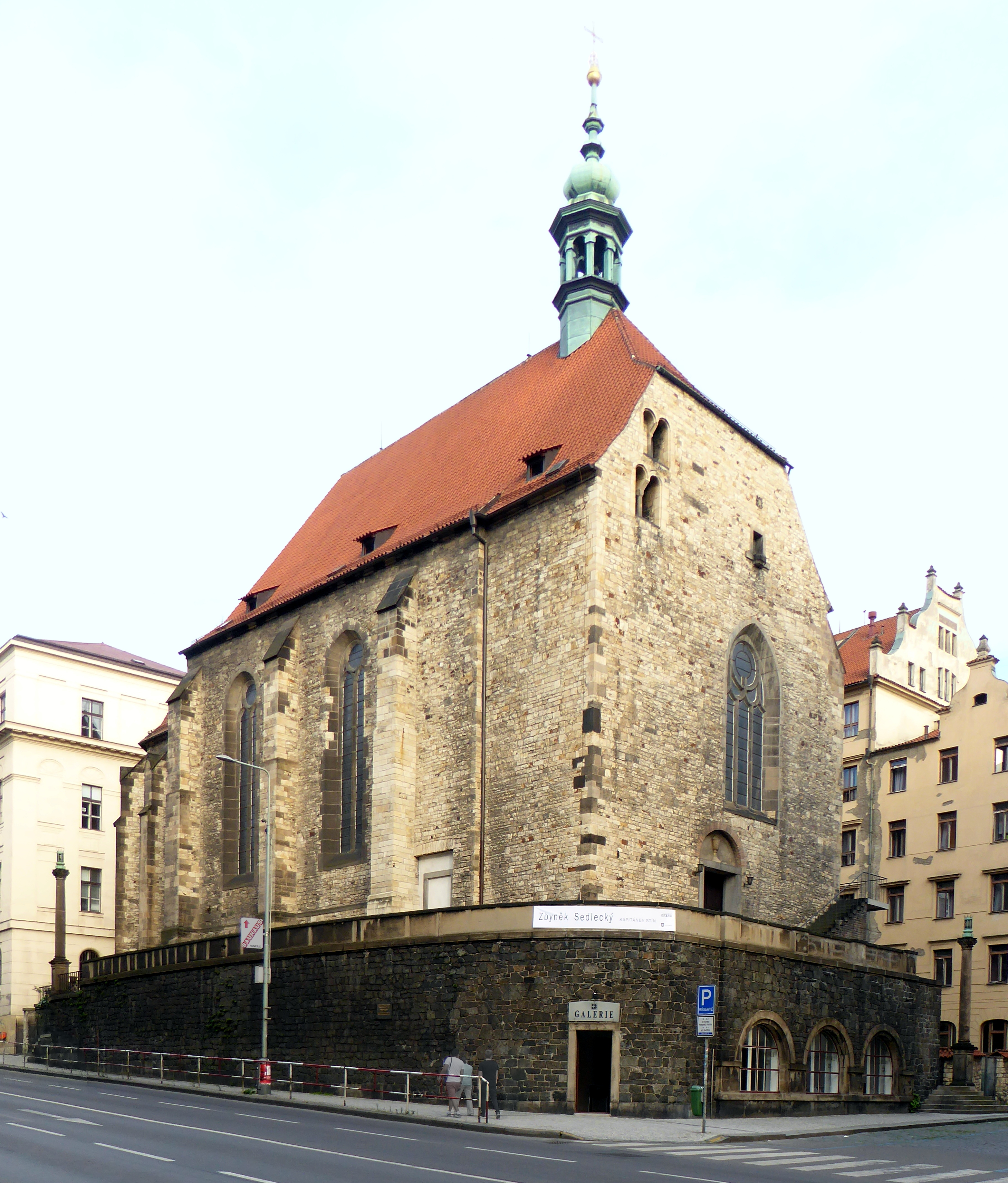
Kostel sv. Václava s kamennou terasou

Břežská skála (někdy je také nazývána Emauzská skála) byla nevelký, ale výrazný skalnatý vrch v Praze na Novém Městě, zdvihající se do výšky okolo 20 metrů nad hladinu Vltavy na jejím pravém břehu, v místech mezi řekou a někdejším Dobytčím trhem. Skála byla kolem roku 1905 v rámci pražské asanace z větší části odtěžena, protože bránila přístupu od tehdy již Karlova náměstí k řece a překážela nové výstavbě. Na jejím zbytku ještě stojí kostel svatého Václava na nároží dnešních ulic Resslovy a Dittrichovy.   

## Historie a popis
Skála mívala podobu esovitého křemencového výběžku. Jedna z prvních zmínek o Břežské skále je např. v Hájkově kronice (ta byla dokončena v roce 1539), podle níž se kdysi po roce 1380 král Václav IV. rozhodl vybudovat na tomto místě hrádek a lázeň. Na Sadelerově prospektu z roku 1606 (list 7) je zachycena i Břežská skála – mezi Dobytčím trhem (s kaplí Božího těla) a Vltavou; budovy na skále jsou kostel sv. Václava a hrádek na Zderaze, vlevo od skály je Šítkovská vodárenská věž, vpravo část již zaniklé osady Podskalí (název osady pravděpodobně vznikl právě podle Břežské skály, podle jejíž východní strany také vedla cesta spojující Podskalí s městem).
Původně románský kostel svatého Václava vybudovaný na Břežské skále byl vysvěcen snad v roce 1181; byl součástí někdejší osady Zderaz. Po založení Nového Města ve 2. polovině 14. století byl kostel goticky přestavěn.
Pod kostelem stával na Břežské skále hrádek, který nechal kolem roku 1380 postavit král Václav IV. V dobách husitských sloužil jako rezidence legáta basilejského koncilu. V 16. století zpustl, v roce 1627 jej získal řád bosých augustiniánů a hrádek byl přestavěn na klášter. Po zrušení kláštera roku 1785 byly budovy různě upravovány, ale nakonec se roku 1809 staly součástí Svatováclavské trestnice, která je využívala až do roku 1884.
Ze skalního podkladu vytékal snad nejstarší známý pramen minerální vody v Praze, tzv. Svatováclavská studánka, lidově nazývaná Pučka. V roce 1786 vznikly v těchto místech Svatováclavské lázně, do nichž se voda od pramene donášela. Budova lázní je známá i z revolučního roku 1848, kdy v ní byl založen český Národní výbor.
Pražská asanace na přelomu 19. a 20. století se týkala mj. také západní části Nového Města. Během ní byly budovy trestnice, včetně posledních zbytků hrádku a okolní zástavby, srovnány se zemí. Byla odtěžena i téměř celá Břežská skála; zachoval se pouze kostel sv. Václava, který proto zůstal vyvýšený nad nynějšími ulicemi a byl obestavěný kamennou terasou. 
V místech někdejší Břežské skály vznikly po roce 1900 nové ulice (Resslova, Dittrichova, Gorazdova, Jenštejnská a Václavská) a nová zástavba převážně činžovních domů.